# Dorothy Mackaill

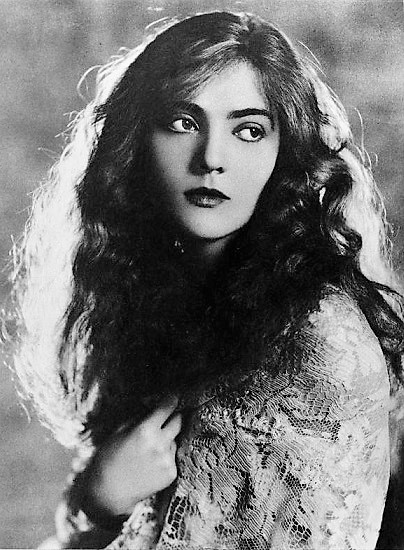
Dorothy Mackaill (frühe 1920er-Jahre)

Dorothy Mackaill (* 4. März 1903 in Hull, England; † 12. August 1990 in Honolulu, Hawaii) war eine US-amerikanische Schauspielerin der späten Stummfilm- und frühen Tonfilmzeit.

## Leben
Die gebürtige Engländerin arbeitete bereits im Jugendalter als Tänzerin und ging Anfang der 1920er zu den Ziegfeld Follies nach New York City. Später nahm sie auch die amerikanische Staatsbürgerschaft an. Sie wurde bald für den Film entdeckt und spielte rasch eine ganze Reihe von Haupt- und Nebenrollen, meist für First National, wo sie bald zu einem Star der zweiten Reihe aufstieg. 1924 wurde sie unter die WAMPAS Baby Stars des Jahres gewählt. In den 1920er-Jahren spielte sie oft Flapper.
Mit dem Wechsel zum Tonfilm Ende der 1920er-Jahre schien Dorothy Mackaill zunächst eine große Zukunft zu haben. Die romantische Komödie The Office Wife aus dem Jahr 1930, in der Mackaill sich in den wesentlich älteren Lewis Stone verliebt, war ein kommerzieller Erfolg. Bemerkenswert war auch ihr Auftritt 1931 in dem Melodram Safe in Hell, in dem sie unter der Regie von William A. Wellman als Prostituierte ihr Leben opfert für den Mann, den sie liebt, und das wegen der drastischen Darstellung der Hinrichtung Probleme mit der Filmzensur bekam. In Love Affair von 1932 war der damals noch weitgehend unbekannte Humphrey Bogart ihr Filmpartner. Die Filme verhalfen ihr jedoch nicht zu einem wirklichen Durchbruch in die erste Riege Hollywoods. Sie beendete ihre Karriere Mitte der 1930er-Jahre in einigen B-Filmen, um sich anschließend um ihre kranke Mutter zu kümmern.
Mackaill war dreimal verheiratet: ihre erste Ehe mit dem Filmregisseur und Drehbuchautor Lothar Mendes dauerte von 1926 bis 1928, ihre zweite mit Neil Albert Miller von 1931 bis 1934, ihre dritte Ehe mit Harold Patterson von 1947 bis 1948. Sämtliche Ehen wurden geschieden. Mackaill zog Mitte der 1950er-Jahre endgültig in ihre Wahlheimat Hawaii und lebte über Jahrzehnte als Dauergast im Royal Hawaiian Hotel. Sie stand nach Jahrzehnten nochmals 1976 und 1980 für zwei Gastrollen in der auf Hawaii gedrehten Fernsehserie Hawaii Fünf-Null vor der Kamera, nachdem der befreundete Serien-Hauptdarsteller Jack Lord sie dazu ermuntert hatte. 1990 starb sie im Alter von 87 Jahren auf ihrem Zimmer im Royal Hawaiian Hotel an Leberversagen.

## Filmografie (Auswahl)
- 1920: The Face at the Window
- 1921: Bits of Life
- 1922: Isle of Doubt

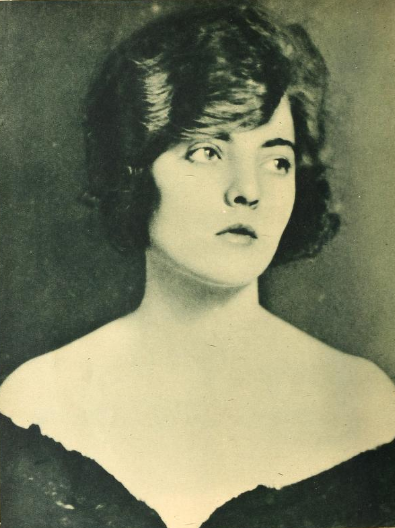
Dorothy Mackaill (1923)

- 1924: Die Insel der Gestrandeten (The Painted Lady)
- 1924: The Man Who Came Back
- 1925: Liebe und Leichtsinn (The Bridge of Sighs)
- 1925: Das Mädel mit den Dollar-Millionen (Joanna)
- 1926: Die Braut am Scheidewege (Subway Sadie)
- 1926: Ranson's Folly
- 1928: Ladies’ Night im türkischen Bad (Ladies’ Night in a Turkish Bath)
- 1928: Rummelplatz der Liebe (The Barker)
- 1929: Seine Gefangene (His Captive Woman)
- 1930: The Office Wife
- 1931: The Reckless Hour
- 1931: Safe in Hell
- 1932: Love Affair
- 1932: No Man of Her Own
- 1933: Curtain at Eight
- 1934: Cheaters
- 1937: Bulldog Drummond at Bay
- 1976/1980: Hawaii Fünf-Null (Hawaii Five-O, Fernsehserie, 2 Folgen)